# Hikuri
Un hikuri es, dentro de la religión de los wixarica (huicholes), la conversión del espíritu de Tamautz Kauyumari (Nuestro Hermano Mayor Venadito del Sol) en la cactácea Lophophora williamsii, convirtiéndose así en Tatei Hikuri o Nuestra Madre Hikuri. 
Es uno de los conceptos religiosos más importantes dentro de sus creencias, y una de las convenciones iconográficas más conocida sobre este pueblo. Dadas sus propiedades alucinógenas, el hikuri es usado por los indígenas como un recurso ritual, para la comunicación entre el mundo terrenal y el divino. En español es conocido como peyote por la derivación del náhuatl peyotl.
Dicha cactácea es recolectada por los wixarika año con año en la peregrinación a Wirikuta, en el desierto de San Luis Potosí, México.